# Мёнхенхольцхаузен
Мёнхенхольцхаузен (нем. Mönchenholzhausen) — община в Германии, в земле Тюрингия. 
Входит в состав района Веймар. Подчиняется управлению Грамметаль. Население составляет 1602 человека (на 31 декабря 2010 года). Занимает площадь 19,38 км².